# 博布钦
博布钦（德語：Bobzin）是德国梅克伦堡-前波美拉尼亚州的市镇，隶属于路德维希斯卢斯特-帕尔希姆县，总面积为6.04平方千米，截至2020年总人口为265人。